# Kagejama Maszanaga
Kagejama Maszanaga (影山 雅永) (Ivaki, 1967. május 23. –) japán válogatott labdarúgó.

## Klub
A labdarúgást a Furukawa Electric (JEF United Ichihara) csapatában kezdte. 84 bajnoki mérkőzésen lépett pályára és 2 gólt szerzett. 1995-ben az Urawa Reds csapatához szerződött. 1996-ban a Brummell Sendai csapatához szerződött. 1996-ban vonult vissza.